# Cỏ gà
Cỏ gà hay còn gọi là cỏ chỉ, cỏ ống, cỏ Bermuda..., danh pháp hai phần: Cynodon dactylon ((L.) Pers.), là một loài thực vật lưu niên thuộc họ Hòa thảo, mọc hoang dã hoặc được trồng tại những vùng có khí hậu ấm ở nhiều nơi trên thế giới. Cỏ gà được cho là có nguồn gốc từ châu Phi hoặc châu Á . Cỏ gà có thể được dùng trong chăn nuôi gia súc, làm mặt cỏ cho sân vận động, công viên, sân chơi... và cả trong y học cổ truyền.

## Tên gọi ở một số nơi trên thế giới
- Australia: cỏ giường (green couch).
- Mỹ: cỏ Bermuda.
- Fiji: kabuta.
- Bangladesh: cỏ "dhoub".
- Nam Phi: cỏ Bahama.
- Peru: chepica brave, came de niño, pate de perdiz, gramilla blanca.
- Cuba: hierba-fina.
- Suriname: cỏ dữ (griming), tigriston.

## Phân bố

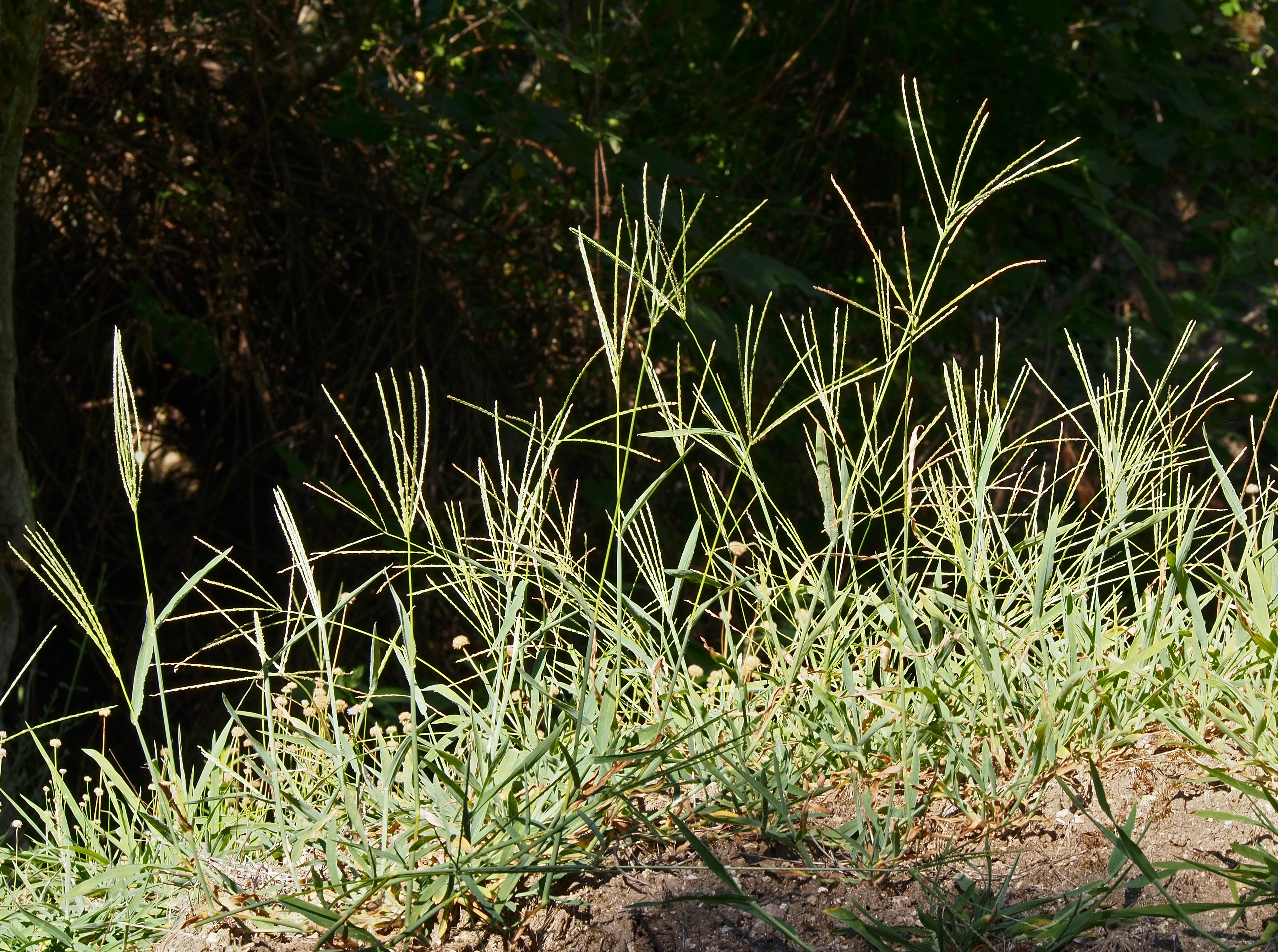
Cụm hoa cỏ gà.

Cỏ gà hiện diện ở khắp các miền nhiệt đới, cận nhiệt đới và ven biển vùng ôn đới trên thế giới từ 30° vĩ Bắc đến 31,4° + 7,5° vĩ Nam. Nó có thể sống ở độ cao từ mực nước biển cho đến độ cao 2.300 m. Ở Việt Nam, cỏ gà thường mọc ở bờ sông, sườn đê, bãi cỏ tự nhiên trên khắp các vùng.

## Mô tả
Thân rễ bò dài ở gốc, thẳng đứng ở ngọn, cứng, có từ 8 đến 40 cọng, có khi cao tới 90 cm. Cỏ gà bò chằng chịt vào nhau thành thảm cỏ dày đặc. Lá phẳng hình dài hẹp, nhọn đầu, màu vàng lục, mềm, nhẵn hoặc có lông, mép hơi ráp. Lá có thể thay đổi màu sắc từ xanh đậm sang xanh nhạt, trắng khi thời tiết biến đổi. Cụm hoa thường dài từ 3 đến 6 cm gồm từ 3 đến 7 bông con (hiếm gặp hơn là 2 bông) dài khoảng 2-3 mm xếp hình ngón, đơn, mảnh. Các ngón hoa thường tạo thành một vòng nhưng cá biệt có thể thành 2 vòng với 10 cụm hoa.

## Đặc tính sinh học và môi trường sống

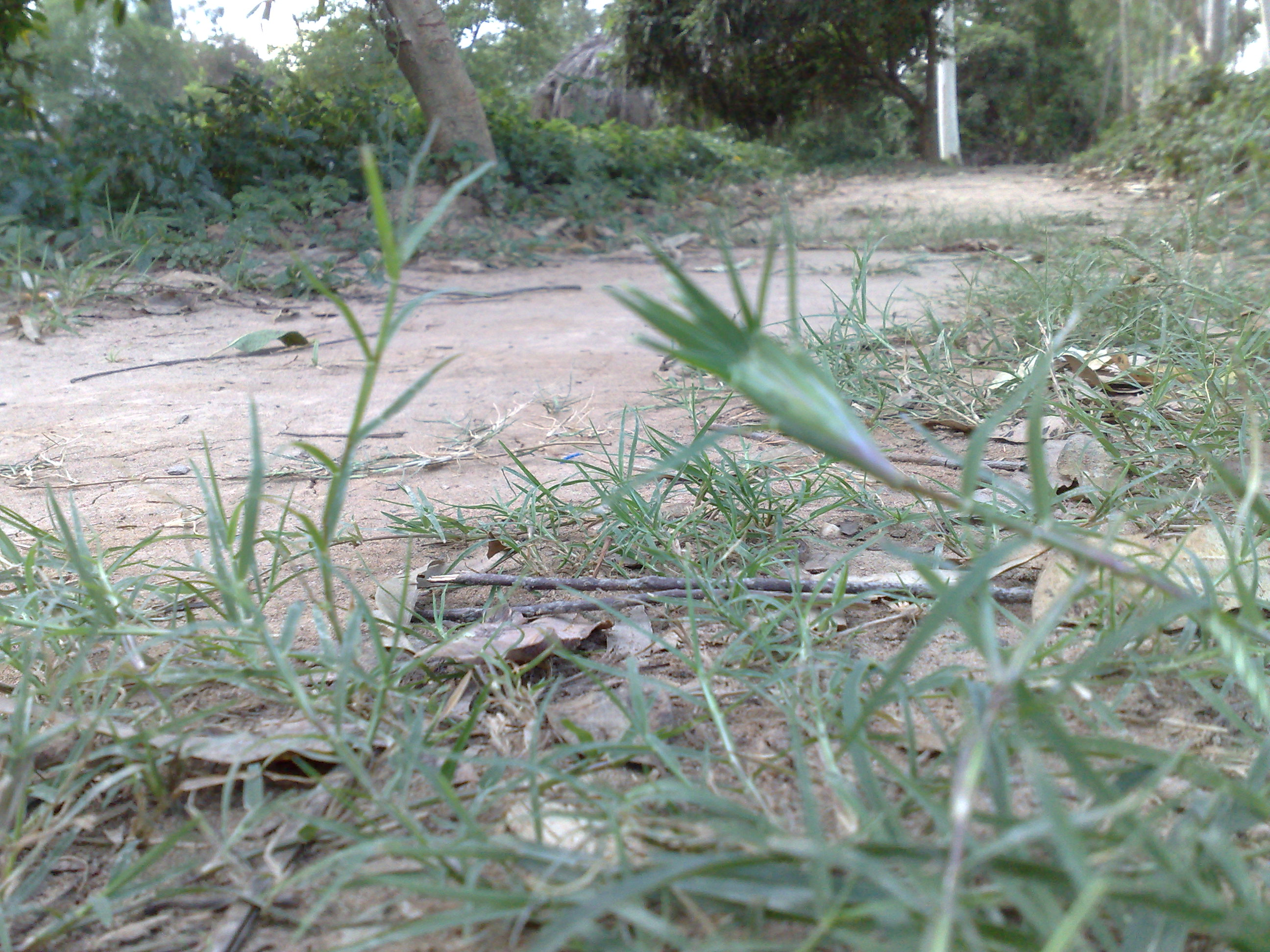
Cây cỏ gà - bẹ lá cuốn thành nốt sần do tác động của sâu ký sinh

Cỏ gà ưa nóng nên sinh trưởng kém về mùa đông. Nhiệt độ lý tưởng cho cỏ gà sinh trưởng là khoảng 35 °C cho đến 37,5 °C. Nhiệt độ tối thiểu cho cỏ gà sinh trưởng là trên 10 °C vào ban ngày, nó phát triển rất chậm khi nhiệt độ xuống đến mức 15 °C.
Cỏ gà thường sinh trưởng ở những vùng có lượng mưa hàng năm từ 650 đến 1.750 mm. Cỏ gà chịu úng ngập tốt, ở Bangladesh, nó có thể sống sót khi bị ngập nước tới 6 m trong vài tuần, đồng thời cũng có khả năng chịu hạn cao nhờ thân rễ như ở Gruzia, Mỹ. Cỏ gà thích hợp với nhiều loại đất và ưa đất ráo nước, nó cũng thích ứng tốt với đất mặn nhưng sinh trưởng chậm. Cây con có khả năng bén rễ rất nhanh và sau đó phát triển mạnh. Cỏ gà là loài ưa ánh sáng và thường chết khi bị che bởi bóng râm. Tuy nhiên sự ra hoa ở cỏ gà không phụ thuộc vào độ dài của ngày. 
Cỏ gà cũng có khả năng chịu đựng rất tốt trước các tác nhân bên ngoài như sự giẫm đạp và ngắt lá cũng như vẫn có khả năng sinh tồn khi bị lửa to nhờ thân rễ rộng.
Cỏ gà thường có một loại sâu ăn lá ký sinh là "fall armyworm" (Spodoptera frugiperda). Do tác động của sâu ký sinh, những bẹ lá cuộn xếp lên nhau làm nhiều lớp khiến cho đầu cọng cỏ tạo thành một nốt sần cỡ như hạt lạc có hình giống như con gà.

## Trồng trọt
Cỏ gà thường được trồng bằng thân do tỷ lệ hạt nảy mầm không cao. Nếu trồng bằng thân thì đất chỉ cần xới sơ là đủ còn nếu trồng theo phương pháp gieo hạt thì đòi hỏi cày bừa kỹ hơn. Hạt được rắc lên bề mặt đất trồng rồi xới đều với mật độ 9-11 kg/ha, mùa gieo hạt là mùa hè. Mỗi kg hạt cỏ gà có khoảng 4.489.000 hạt. Ở một số vùng, cỏ gà có thể bị bệnh đốm lá do nấm Helminthosporium gây ra.
Cỏ gà với phân bón thích hợp có thể đạt năng suất 6 tấn cỏ phơi khô ngoài trời với 4 đợt cắt ở Gruzia; tại Mỹ, các tài liệu ghi nhận năng suất mỗi tháng là 1.000 đến 3.000 kg vào mùa hè và 100 đến 1.200 kg cỏ khô vào mùa đông. Ở Việt Nam, vào thập niên 1970, người ta đã nhập giống cỏ gà năng suất cao từ Cuba để làm bãi chăn thả trâu, bò.

## Sử dụng
Cỏ gà sinh trưởng mạnh, chịu giẫm đạp, ngắt lá tốt nên thích hợp cho các bãi chăn thả súc vật, mặt sân vận động, thảm cỏ công viên....Cỏ gà được chăm bón tốt có giá trị dinh dưỡng cao và cỏ khô cũng có thể là thức ăn dự trữ tốt đối với gia súc. Cỏ thu hoạch sau 8 tuần có năng suất cỏ khô cao hơn nhưng thành phần protein thô thấp hơn so với cỏ thu hoạch sau 4 tuần. Tại Zimbabwe, một hecta cỏ gà bón 270 kg phân đạm và 38 kg phân lân và chăn thả bê với mật độ khoảng 12,4 con/ha có thể cho 480 cân thịt hơi.
Trong y học cổ truyền Việt Nam, rễ cỏ gà được coi là có vị ngọt, tính bình, có tác dụng giải nhiệt, lợi tiểu, giảm ho, dùng dưới hình thức thuốc sắc hoặc cao lỏng hay kết hợp với những vị thuốc khác.

## Văn hóa

### Chọi cỏ gà

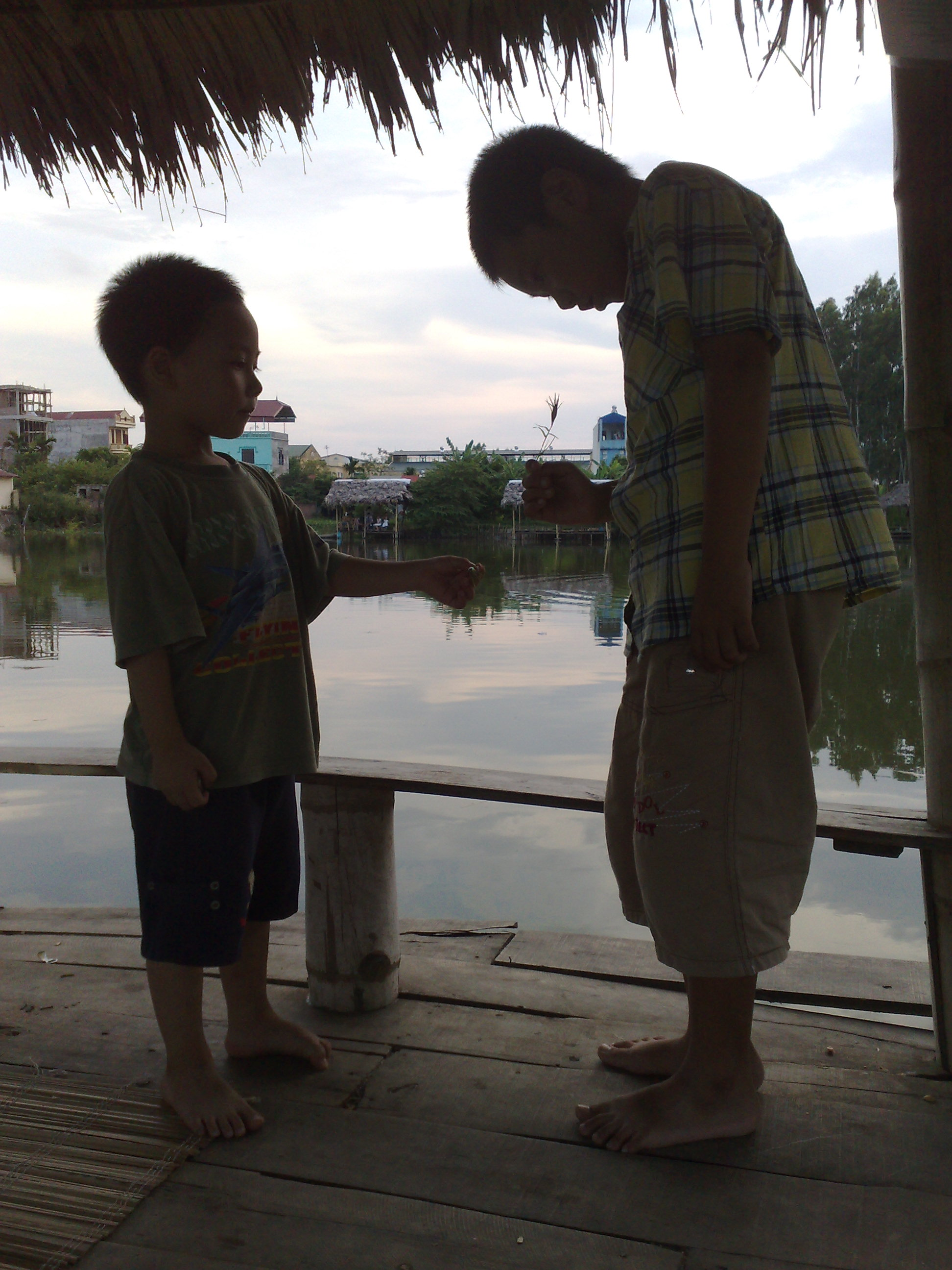
Chọi cỏ gà.

Trẻ em Việt Nam, đặc biệt là ở nông thôn có trò chơi đơn giản từ cỏ gà gọi là "chọi cỏ gà" hay "đá cỏ gà". Chúng tìm những cọng cỏ có nốt sần do những bẹ lá tạo thành dưới tác động của sâu ký sinh để làm "gà". Những cọng cỏ được "chọi" nốt sần vào nhau, nốt sần nào bị đứt rời ra thì coi như "gà" thua. Trò chơi có thể chỉ gồm hai đứa trẻ "chọi" tay đôi hoặc nếu có nhiều người chơi hơn thì thi đấu luân phiên, bên thắng được quyền chơi tiếp. Sau khi chơi, những nốt sần được bóc ra và nếu cọng cỏ đủ già thì có thể thấy con sâu do ấu trùng đã kịp phát triển thành.
Cọng hoa cỏ gà vươn dài cũng được trẻ em dùng để chơi theo cách gập đôi lại rồi móc vào nhau và giật, cọng của ai đứt thì coi như bị thua. Để gia tăng độ bền của cọng cỏ, chúng thường dùng miệng nhai cho chỗ gập đôi khô nước, chỉ còn lại những sợi xơ nhỏ thì bện lại như một sợi thừng con.

### Văn học
- Tục ngữ:

Mùa hè đang nắng, cỏ gà trắng thì mưa.
Cỏ gà mọc lang, cả làng được nước.
- Thơ ca:

Nước trong leo lẻo một dòng thông.
Cỏ gà lún phún leo quanh mép,
Cá diếc le te lách giữa dòng.
(Vịnh cái giếng – Hồ Xuân Hương)
Lá khô
Gió cuốn
Bụi bay cuồn cuộn
Cỏ gà rung tai nghe
Bụi tre tần ngần gỡ tóc
(Mưa – Trần Đăng Khoa)